# 嶋田安次郎
嶋田 安治郎（しまだ やすじろう　明治18年（1885年）2月9日 - 昭和7年（1932年）2月7日）とは、明治から大正にかけての教育者。

## 人物
明治18年2月9日、大阪府泉北郡信太村尾井の庄屋・上田庄左衛門家の次男に生まれるが、上田家と血縁関係の濃い泉北郡土生村の旧家嶋田金左衛門家の養子となる。
室町期に薩摩守護が一向宗や法華宗を禁教した際、骨節が強く一向宗から改宗しなかった者の中に守護の信任が厚く家名を嶋津と名乗ることを許された名家があり薩摩を出奔した後、数百里隔てた現在の高石の土生に居住した。それが嶋田家の祖先のことである。
土生に住み着いた嶋津家は帰農し苗字帯刀を許され村役を歴任し、七八代後に農耕の傍ら油絞りを家業とする、高石でも屈指の家柄であった。
当時の嶋津家は個人で一寺院を建てたり、関白二条家や領主一橋家へ多額の御用金を納めるなどの豪勢ぶりであった。また、御室（仁和寺）の門跡・法親王が嶋津家へ立ち寄る際、とろす池（現在の取石池）から嶋津家までの約0.45粁余（約0.45km）の道いっぱいに白布を敷き詰めてお迎えしたこともあったそうだ。
時代は移り、西南戦争の際、嶋津の残党が徴収されるという噂が全国に伝わり、当時の当主金蔵は俄に「嶋津」から「嶋田」に改姓した。そのころ、菜種を満載した船の沈没や明治維新により、大きな借金ができるなど嶋田家の家運が傾く中、明治21年、村会議員や学務委員・灌漑用河川の監理委員等の11の村職を担う嶋田直蔵の養子に入った。その後、明治33年、養徳高等小学校を卒業した。
明治33年に、取石・信太・千種・高石・養徳の尋常小学校・高等小学校の校長を歴任する川俣保を師と仰ぎ、川俣に論語・十八史略・孝経などの漢学を習った。川俣保は淀藩の家老川俣道和の子であり、京都帝国大学や京都府師範学校に学び、卒業後教員となった人物である。
明治34年3月中頃に、川俣の異例の計らいにより、17歳で母校である養徳高等小学校の代用教員・助教諭として採用されるも、一時間以上早い出勤や校内の掃除を率先的にするなど全身をもって全生徒に手本を示し、同年9月より千種尋常小学校（現在の堺市立鳳小学校）勤務となった。
明治35年の3月ごろ、川俣に4月からの天王寺師範学校での准訓導養成の丙種講習会の受講を勧められた。父直蔵の許可を得て、3月末に千種尋常小学校を退職し、4月1日より、土生から天王寺までの往復20数里（約80Km）を徒歩で通学した。しかし、家に帰っても農作業を欠かすことはなく、9月尋常小学校の准訓導の資格を得た。
明治35年10月より、川俣が校長を兼務していた泉北郡八田荘尋常小学校の准教諭となった。明治36年1月には同校の准訓導をし、その後、大正8年まで千種・上条・南王子・明訓尋常小学校にて准訓導をした。
明治45年には大阪府池田師範学校での准訓導講習会の講習員に命ぜられた。後の昭和4年7月には無試験で尋常小学校正教員の資格を得られたのだが、これは約30年間の教員生活に於いて一日の遅刻や欠勤がなかったことの精励恪勤ぶりによるものである。
大正9年8月11日、川俣が、高石神社の供進使として参列し、帰宅後脳膜炎で床に就き、翌日に逝去した。
その後、10年間、死ぬまで1日も欠かさず礼拝をし、毎日新聞に「恩師の墓前にたゆまぬ礼拝」という題で報道されたほどであった。
昭和3年の御大典の後、昭和天皇が京都へ行幸した折に、善行者として特別に驢馬奉迎の席を与えられ、天皇が前を通過した時には、先祖の位牌を揚げて感涙していたということである。
明治36年養祖父金蔵が77歳にして鬼籍に入り、大正元年11月養祖母キクが77歳で天寿を全うする。
父直蔵はとりわけ信心深く、人生で四国の金毘羅宮へは3回、伊勢の皇大神宮へは32回、江州の多賀大社へは少なくとも50回、京都の神社仏閣へは百数十回と、目を見張るものがあった。昭和4年には75歳で「安治郎のおかげで一生億万長者でおれた」と言い残しあの世の人となった。
昭和4年7月、無試験で尋常小学校正教員の資格を得る。
昭和5年には、教育映画『輝ける孝子　嶋田安治郎先生』の主人公として取り上げられ、全国で放映される。
昭和6年8月に神職になる講習会があり、学校も夏休み中であり講習に出席し、試験に合格した。かつて日吉神社の権禰宜であった杉村英一とはこのとき同宿であった。
その後、体調が悪化し「胃潰瘍」の診断が下される。しかし、大阪府立鳳中学校の5年生であった長男直栄と小学校に通う次男繁行の協力で、毎日学校へ通っていた。
昭和7年2月6日、長女信枝の婚礼が決まるも、7日重態に陥り、当時の明訓尋常小学校の生徒代表や山千代校長や、藪添博士などが集まり、先祖代々の位牌と川俣の遺影を両手に、夕頃大往生を遂げた。
没後、昭和4年7月には、当時文部大臣であり、後に総理大臣となる鳩山一郎の「嶋田先生頌徳碑」という題字の碑が明訓小学校の校庭に建てられた。現在も、堺市立福泉小学校（元明訓小学校）の校庭に存在する。
昭和12年には、御大典記念の『大日本三十至孝画伝』の第28項に「嶋田安治郎 大阪 教員 養子勤勉苦學教師となり養父母に至孝生徒を訓育して國家に盡す」と書かれるなど、評価が高かった。

## 来歴
- 1885年（明治18年）2月9日大阪府泉北郡信太村尾井（現在の大阪府和泉市尾井町）の上田庄三郎の次男として生まれる。
- 1888年（明治21年）、泉北郡取石村の村会議員等の村職を務める嶋田直蔵の養子として引き取られる。
- 1900年（明治33年）、養徳高等小学校を卒業する。
- 1901年（明治34年）3月中頃、養徳高等小学校の助教諭となる。
- 1902年（明治35年）、川俣先生の手続きにより、天王寺師範学校で准訓導養成の丙種講習会を受ける。
- 1902年（明治35年）10月、泉北郡八田荘尋常小学校の准教諭となる。
- 1903年（明治36年）1月20日附で准訓導を任ぜられる。
- 1919年（大正8年）まで千種・上条・南王子・明訓尋常小学校にて准訓導となる。
- 1919年（大正9年）8月26日、川俣が逝去。
- 1929年（昭和4年）7月1日、尋常小学校正教員免状を受領する。
- 1932年（昭和7年）、48歳で没する。

## 栄典
- 1921年（大正11年）3月25日泉北郡長から表彰を受け、茶器一式を授けられる。
- 1927年（昭和2年）11月6日京都一徳会会長の髙倉子爵から表彰を受け、明治天皇御製短冊架板を贈呈される。
- 1929年（昭和4年）3月13日力石雄一郎大阪府知事より勤倹貯蓄に尽力したとして表彰を受け、置時計を授けられる。
- 1930年（昭和5年）2月11日孝子である故に柴田善三郎大阪府知事より褒賞条例によって表彰され、木杯一組を授けられる。
- 1930年（昭和5年）10月30日教育勅語渙発満四十年記念の日に、田中隆三文部大臣から孝順を称えられ表彰され、金壱百円を賜う。
- 他、大阪朝日新聞や関西中央新聞（現大阪新聞）等各方面からの20回に及ぶ表彰を受ける。

### 嶋田安治郎を扱った作品
- 映画『輝ける孝子　嶋田安治郎先生』（1930年（昭和5年）11月30日公開　竹翠教育映画社 長尾史録監督）
- 『考子徳行碌』（文部省　内閣印刷局　1930年（昭和5年）刊行）
- 『考の修養』（西川清三郎著、堀 克己刊行、文友堂書店出版、1935年（昭和10年）刊行）
- 『大日本三十至孝画伝』（大日本教忠孝画堂出版、1937年（昭和12年）刊行）
- 『神か仏か　嶋田安治郎先生』（松村道三郎著、嶋田安治郎先生遺徳顕彰会発行、1959年（昭和34年）8月1日初版刊行）
- 『修身教授録　現代に甦る人間学の要諦』（森 信三 著　藤尾秀昭　致知出版社発行　1989年（平成元年）刊行）
- 『積善の余慶に生かされて』（嶋田直榮 著　阪和鳳自動車学校 発行　1996年（平成8年）刊行）
- 実践教示本『職場は人柄の向上を目指す場所』（嶋田祐史 著　遺徳産業株式会社 発行　2005年（平成17年）刊行）
- 『森 信三小伝』（寺田一清 編集　藤尾秀昭　致知出版社発行　2011年（平成23年）刊行
- Wikipedia 検索：『教育関係人物一覧』（明治・大正）　嶋田安治郎 - 大阪の地域教育に尽力